# Margarete Jäger
 Margret Jäger (Autorenname) oder Margarete Jäger (* 15. März 1951 in Duisburg) ist eine deutsche Sprachwissenschaftlerin und Leiterin des Duisburger Instituts für Sprach- und Sozialforschung (DISS).

## Wissenschaftliche Biographie
Nach dem Studium der Ökonomie (Diplom) 1972–1977 und einem Zweitstudium der Germanistik 1985–1990, jeweils in Duisburg, promovierte Jäger 1995 am Fachbereich Literatur- und Sprachwissenschaften der Carl von Ossietzky Universität Oldenburg.
Ihre Arbeitsbereiche am DISS sind Studien zu Politik-, Medien- und Alltagsdiskursen in der BRD mit den Schwerpunkten Gender, Rassismus, Migration und Rechtsextremismus.
Margret Jäger arbeitete eng mit ihrem Ehemann, dem Sprachwissenschaftler Siegfried Jäger, zusammen. Zusammen entwickelten sie am DISS die Untersuchungmethodik der „kritischen Diskursanalyse“, die nach ihrem Ansatz auch als „Duisburger Schule“ bezeichnet wird. Sie ist eine Weiterentwicklung der Diskurstheorien nach Michel Foucault, Jürgen Link und Siegfried Jäger.

## Politische Biographie
Zusammen mit Manfred Coppik, Karl-Heinz Hansen, Brigitte Kiechle, Herwart Achterberg, Harald Wolf, Marie Veit und anderen gehörte sie dem 1. Bundesvorstand (28. November 1982 bis 14. Januar 1984) der 1982 gegründeten Partei Demokratische Sozialisten an. Margret Jäger war außerdem  Mitherausgeberin der 1978 gegründeten Zeitschrift Revier. Zeitung für das Ruhrgebiet, die zeitweilig im Duisburger Margret Jäger Revier Verlag erschien, den sie von 1977 bis 1985 leitete.

## Schriften
- als Hrsg. mit Siegfried Jäger: Baustellen. Beiträge zur Diskursgeschichte deutscher Gegenwart. 1996, ISBN 3-927388-56-4.
- Fatale Effekte. Die Kritik am Patriarchat im Einwanderungsdiskurs. 1996, ISBN 3-927388-52-1.
- als Hrsg. mit Siegfried Jäger, Ina Ruth, Ernst Schulte-Holtey und Frank Wichert: Biomacht und Medien. Wege in die Bio-Gesellschaft. 1997, ISBN 3-927388-59-9.
- als Hrsg. mit Gabriele Cleve und Ina Ruth: Schlank und (k)rank. Schlanke Körper – schlanke Gesellschaft. 1998, ISBN 3-927388-62-9.
- mit Gabriele Cleve, Ina Ruth und Siegfried Jäger: Von deutschen Einzeltätern und ausländischen Banden. Medien und Straftaten. 1998, ISBN 3-927388-65-3.
- als Hrsg. mit Heiko Kauffmann: Leben unter Vorbehalt. Institutioneller Rassismus in Deutschland. 2002, ISBN 3-927388-83-1.
- mit Siegfried Jäger: Die Nahost-Berichterstattung zur Zweiten Intifada in deutschen Printmedien, in: Siegfried Jäger / Franz Januschek (Hrsg.): Gefühlte Geschichte und Kämpfe um Identität. Edition DISS, 2004, ISBN 3-89771-730-1.
- Gewalt gegen Frauen – durch Sprache? Vortragsmanuskript 2006.
- mit Siegfried Jäger: Deutungskämpfe. Theorie und Praxis Kritischer Diskursanalyse. VS Verlag, Wiesbaden 2007, ISBN 978-3-531-15072-7.